# H.261
H.261はCCITT(現在のITU-T)によって策定された動画圧縮の規格で、1990年に勧告として承認された。
デジタル動画像の圧縮符号化方式としては、フレーム間予測、離散コサイン変換(DCT)、量子化、エントロピー符号化を組み合わせて用いた、世界最初の国際標準であり、その後に規格化されたH.263やH.264、MPEG-1、MPEG-2、MPEG-4など、数多くの動画像圧縮方式の基礎としてとらえることができる。
ISDN上でのテレビ会議に利用することが想定されているため、符号化ビットレートは64kbps〜1.92Mbpsの間で64kbps刻みで指定することが規格上定められている。
現在の動画像圧縮方式に比べて非常に原始的な仕組みであり、低ビットレート時の画質があまりよいものではなかったため、画質改善のためにループフィルタを導入している。しかし、1991年に登場したMPEG-1以降の方式では、1/2画素(ハーフペル)精度以上の動き補償が導入され、それが平滑化フィルタと同等の役割を果たすため、処理負荷の高いループフィルタはその後採用されなくなっている。(なお、2003年に承認されたITU-T勧告H.264では、ブロックノイズの発生の抑制に特化したループフィルタを採用している。)
当時は、デジタル動画像の標準的な画面解像度がまだ存在せず、また、テレビジョンの信号方式がNTSCやPALと複数存在し、国ごとに異なるため、共通の画像フォーマットを策定する必要があった。そこで、現在でも標準フォーマットの一つとして用いられることが多い、352×288画素のCIF(Common Intermediate Format)が規格化された。H.261ではQCIF(Quarter CIF; 176×144画素)ないしCIFを使用することができる。なお、色空間についてはYCbCr 4:2:0が採用されている。